# Steve Robinson
Steve Robinson (* Kent) je současný britský spisovatel známý zejména díky genealogickým thrillerům s genealogem Jeffersonem Taytem.

## Život
Narodil se v Kentu, v současnosti žije nedaleko Londýna. Psát začal v šestnácti letech, kdy byl publikován jeho první článek v časopisu. Poté, co dostal v roce 2005 výpověď v telekomunikační agentuře, ve které pracoval, se začal psaní věnovat na plný úvazek. Ve svých publikacích s Jeffersonem Taytem využil svou oblibu genealogie. O tu se zajímal od mládí, kdy pátral po dědečkovi z matčiny strany, o kterém neměl žádné informace. Postupně zjistil, že byl Američanem a že během druhé světové války sloužil v Anglii. Po válce se vrátil do USA a zanechal za sebou rodinu, se kterou se již vícekrát neshledal. Zjištěné skutečnosti autor využil ve své první knize Stopy v krvi.
Kromě psaní rád chodí na procházky, hraje golf, lyžuje, hraje na kytaru a fotografuje.

### Jefferson Tayte
Jefferson Tayte je americký genealog. Svou profesi si vybral v mládí, kdy jeho adoptivní rodiče zemřeli a zanechali mu fotografii jeho biologické matky. Od té doby se snaží najít své rodiče, díky čemuž se také stal nejlepším genealogem na světě. Žije ve Washingtonu, má nadváhu a nesnáší létání.
| Č. | Původní název             | Český název                | Původní publikace | Česká publikace   | Vydavatelství | České ISBN             |
| -- | ------------------------- | -------------------------- | ----------------- | ----------------- | ------------- | ---------------------- |
| 1  | In the Blood              | Stopy v krvi               | 2011              | 7. března 2016    | Mystery Press | ISBN 978-80-88096-11-5 |
| 2  | To the Grave              | Hluboký hrob               | 2012              | 29. srpna 2016    | Mystery Press | ISBN 978-80-88096-35-1 |
| 3  | The Last Queen of England | Poslední anglická královna | 2012              | 18. července 2017 | Mystery Press | ISBN 978-80-88096-90-0 |
| 4  | The Lost Empress          | Ztracená vládkyně          | 2014              | 12. prosince 2017 | Mystery Press | ISBN 978-80-7588-027-7 |
| 5  | Kindred                   | Spříznění                  | 2016              | 24. září 2018     | Mystery Press | ISBN 978-80-7588-073-4 |
| 6  | Dying Game                | Smrtící hry                | 2017              | 7. října 2019     | Mystery Press | ISBN 978-80-7588-144-1 |
| 7  | Letters from the Dead     | Dopisy od mrtvého          | 2018              | 14. září 2020     | Mystery Press | ISBN 978-80-7588-005-5 |
| 8  | The Girl in the Painting  | bude oznámeno              | 23. března 2021   | bude oznámeno     | bude oznámeno | bude oznámeno          |

### Samostatná díla
| Č. | Původní název       | Český název               | Původní publikace | Česká publikace | Vydavatelství | České ISBN             |
| -- | ------------------- | ------------------------- | ----------------- | --------------- | ------------- | ---------------------- |
| 1  | The Penmaker's Wife | Žena obchodníka s příběhy | 2019              | 13. září 2021   | Mystery Press | ISBN 978-80-7588-275-2 |
| 2  | The Secret Wife     | Tajná manželka            | 2020              | 2021            | Mystery Press | ISBN 978-80-7588-315-5 |